# 현자

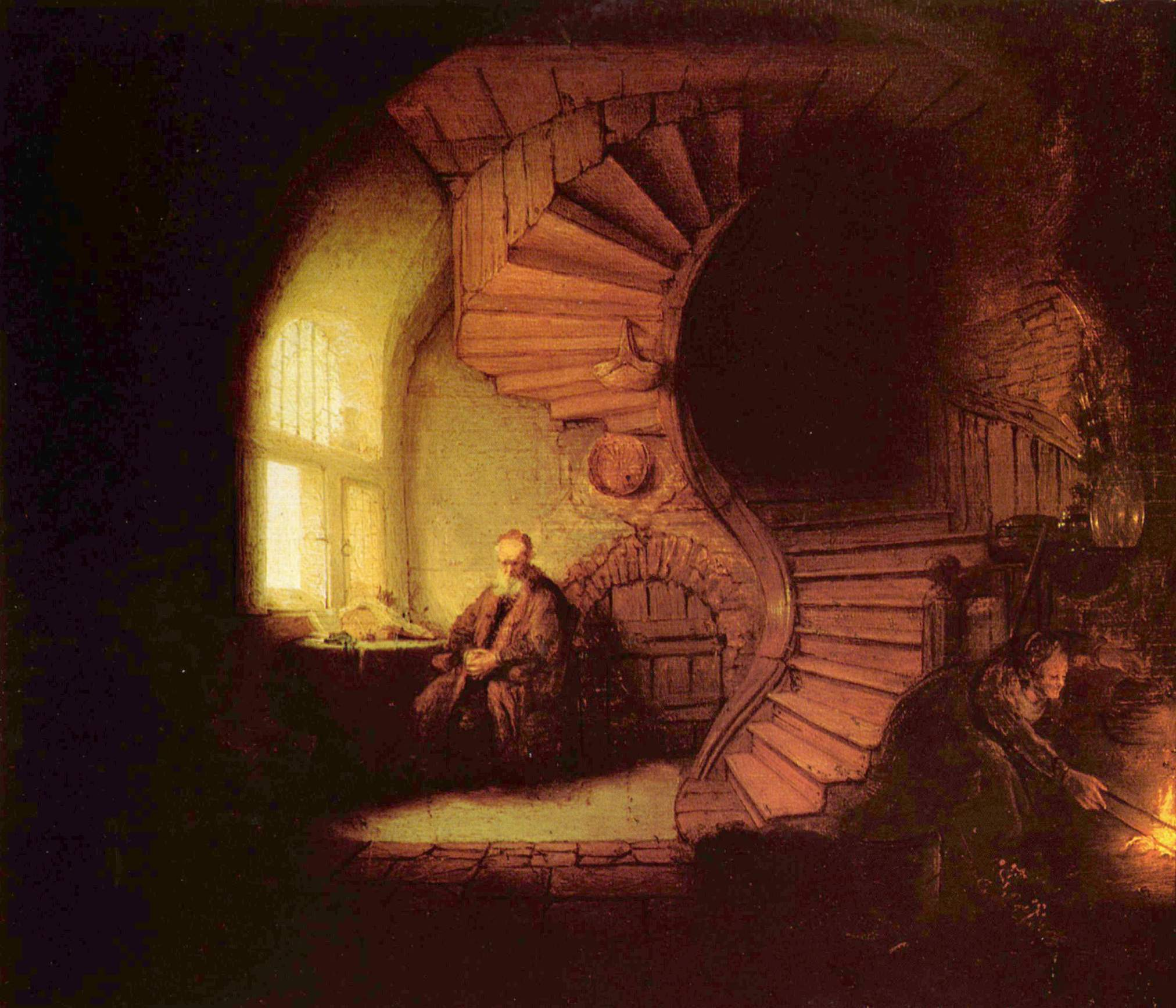

현자(賢者) 또는 현인(賢人)은 일반적으로 현명한 사람을 의미한다. 카를 융이 묘사한 원형이자 고전 문학 인물이며, 전형적 인물로 볼 수도 있다. 현자는 지혜와 건전한 판단력이 뛰어난 심오한 철학자일 수 있다.

## 성서의 현자
기독교에서 현자는 특히 마태 복음(2:1-13)에 등장하는 점성술의 학자들을 가리킨다.

## 근현대 작품의 현자
판타지 소설이나 게임 등의 허구 작품에서는 자주 나오는 등장인물이며 종종 주인공(용사 등)에게 조언 등을 하는 마법사의 역할을 담당하고 있다.

## 같이 보기
- 분석심리학
- 은자
- 상아탑
- 프리메이슨
- 요기